# 닫힌 몰입
스킴 이론에서 닫힌 몰입(-沒入, 영어: closed immersion)은 스킴 사상 가운데, 정의역을 공역의 닫힌집합으로 대응시키며, 정의역의 정칙 함수가 국소적으로 공역에 확장될 수 있게 하는 것이다. 대수학적으로, 이는 국소적으로 아이디얼에 대한 몫환을 취하는 꼴의 스킴 사상에 해당한다.

## 정의
스킴 {\displaystyle Y}, {\displaystyle X} 사이의 사상 {\displaystyle f\colon Y\to X}에 대하여, 다음 조건들이 서로 동치이며, 이를 만족시키는 스킴 사상을 닫힌 몰입이라고 한다.
- {\displaystyle f}는 {\displaystyle f(Y)}와 {\displaystyle Y} 사이의 위상 동형이며, {\displaystyle f(Y)}는 닫힌집합이며, {\displaystyle f^{\#}\colon {\mathcal {O}}_{X}\to f_{*}{\mathcal {O}}_{Y}}는 전사 사상이다.[1]:85 (이는 모든 점 {\displaystyle x\in X}에서 줄기 사상 {\displaystyle {\mathcal {O}}_{X,x}\to {\mathcal {O}}_{Y,x}}가 전사 함수인 것과 동치이다.)
- {\displaystyle X} 속의 임의의 아핀 열린집합 {\displaystyle \operatorname {Spec} A\hookrightarrow X}에 대하여, {\displaystyle f^{-1}(\operatorname {Spec} A)=\operatorname {Spec} (A/{\mathfrak {i}})}가 되는 어떤 아이디얼 {\displaystyle {\mathfrak {i}}\subseteq A}가 존재한다.
- {\displaystyle X} 위의 어떤 한 아핀 열린 덮개 {\displaystyle X=\textstyle \bigcup _{i\in I}\operatorname {Spec} A_{i}}에 대하여, {\displaystyle f^{-1}(\operatorname {Spec} A_{i})=\operatorname {Spec} (A/{\mathfrak {i}}_{i})}가 되는 어떤 아이디얼들 {\displaystyle {\mathfrak {i}}_{i}\subseteq A_{i}}가 존재한다.
- 어떤 준연접 아이디얼 층 {\displaystyle {\mathcal {I}}\subseteq {\mathcal {O}}_{X}}에 대하여, {\displaystyle f_{*}{\mathcal {O}}_{Y}={\mathcal {O}}_{X}/{\mathfrak {I}}}이며, 이는 스킴의 동형 사상 {\displaystyle Z\cong \operatorname {\underline {Proj}} ({\mathcal {O}}_{X}/{\mathcal {I}})}을 정의한다. (여기서  {\displaystyle \operatorname {\underline {Proj}} }는 상대 사영 스펙트럼이다.)

스킴 {\displaystyle X}의 닫힌 부분 스킴(영어: closed subscheme)은 {\displaystyle X} 위의 스킴의 범주 {\displaystyle \operatorname {Sch} /X}에서, 닫힌 몰입들의 동치류이다.:85  즉, 두 닫힌 몰입 {\displaystyle f\colon Y\to X}, {\displaystyle f'\colon Y'\to X}에서, {\displaystyle f'=i\circ f}인 동형 {\displaystyle i\colon Y\to Y'}이 존재한다면 같은 부분 스킴으로 여긴다.

## 성질

### 함의 관계
모든 닫힌 몰입은 유한 사상이며, 분리 사상이며, 준콤팩트 함수이다 (즉, 연속 함수로서, 콤팩트 열린집합의 원상이 콤팩트 열린집합이다).

### 연산에 대한 닫힘
임의의 세 스킴 {\displaystyle X}, {\displaystyle Y}, {\displaystyle Z} 및 스킴 사상
{\displaystyle X{\xrightarrow {f}}Y{\xrightarrow {g}}Z}
가 주어졌다고 하자. 만약 {\displaystyle g\circ f}가 닫힌 몰입이며, {\displaystyle g}가 분리 사상이라면, {\displaystyle f} 역시 닫힌 몰입이다.
두 닫힌 몰입의 합성은 닫힌 몰입이다. 닫힌 몰입의 밑 전환은 닫힌 몰입이다.

### 스킴 상
스킴 사상 {\displaystyle f\colon X\to Y}가 주어졌다고 하자. 그렇다면, {\displaystyle f}의 스킴 상(영어: scheme-theoretic image)은 다음과 같은 데이터로 주어진다.
- 스킴 {\displaystyle Z}
- 닫힌 몰입 {\displaystyle i\colon Z\to Y}. 또한, 어떤 스킴 사상 {\displaystyle g\colon X\to Z}에 대하여 {\displaystyle f=i\circ g}라고 하자.

이는 다음 보편 성질을 만족시켜야 한다.
- 임의의 스킴 {\displaystyle Z'} 및 닫힌 몰입 {\displaystyle i'\colon Z'\to Y} 및 스킴 사상 {\displaystyle g'\colon X\to Z'}에 대하여, 만약 {\displaystyle f=i'\circ g'}라면, {\displaystyle i=i'\circ h}인 스킴 사상 {\displaystyle h\colon Z\to Z'}이 존재한다.

모든 스킴 사상은 스킴 상을 갖는다. (정의에 따라 이는 동형 사상 아래 유일하다.)
특히, 열린 부분 스킴의 스킴 폐포(영어: scheme-theoretic closure)는 그 포함 사상의 스킴 상이다.

## 예
임의의 가환환 {\displaystyle R} 및 그 아이디얼 {\displaystyle {\mathfrak {i}}\subseteq R}에 대하여, 몫환 준동형 {\displaystyle q\colon R\twoheadrightarrow R/{\mathfrak {i}}}에 대응하는, 아핀 스킴 사이의 스킴 사상 {\displaystyle \operatorname {Spec} q\colon \operatorname {Spec} (R/{\mathfrak {i}})\to \operatorname {Spec} R}는 닫힌 몰입이다.

## 같이 보기
- 세그레 매장